# Bouligny

Bouligny este o comună în departamentul Meuse din nord-estul Franței. În 2010 avea o populație de 2.727 de locuitori.

## Evoluția populației
| An        | 1975  | 1982  | 1990  | 1999  | 2006  | 2010  |
| --------- | ----- | ----- | ----- | ----- | ----- | ----- |
| Populație | 4.022 | 3.575 | 2.951 | 2.813 | 2.750 | 2.727 |